# Hôtel Laffemas
L'hôtel Laffemas est un hôtel particulier situé sur la place des Vosges à Paris, en France.

## Localisation
L'hôtel Laffemas est situé dans le 4e arrondissement de Paris, au 22 place des Vosges. Il se trouve sur le côté est de la place, au nord de l'hôtel d'Angennes de Rambouillet. Il est bordé au nord par la rue du Pas-de-la-Mule.

## Historique
L'hôtel date du début du XVIIe siècle.

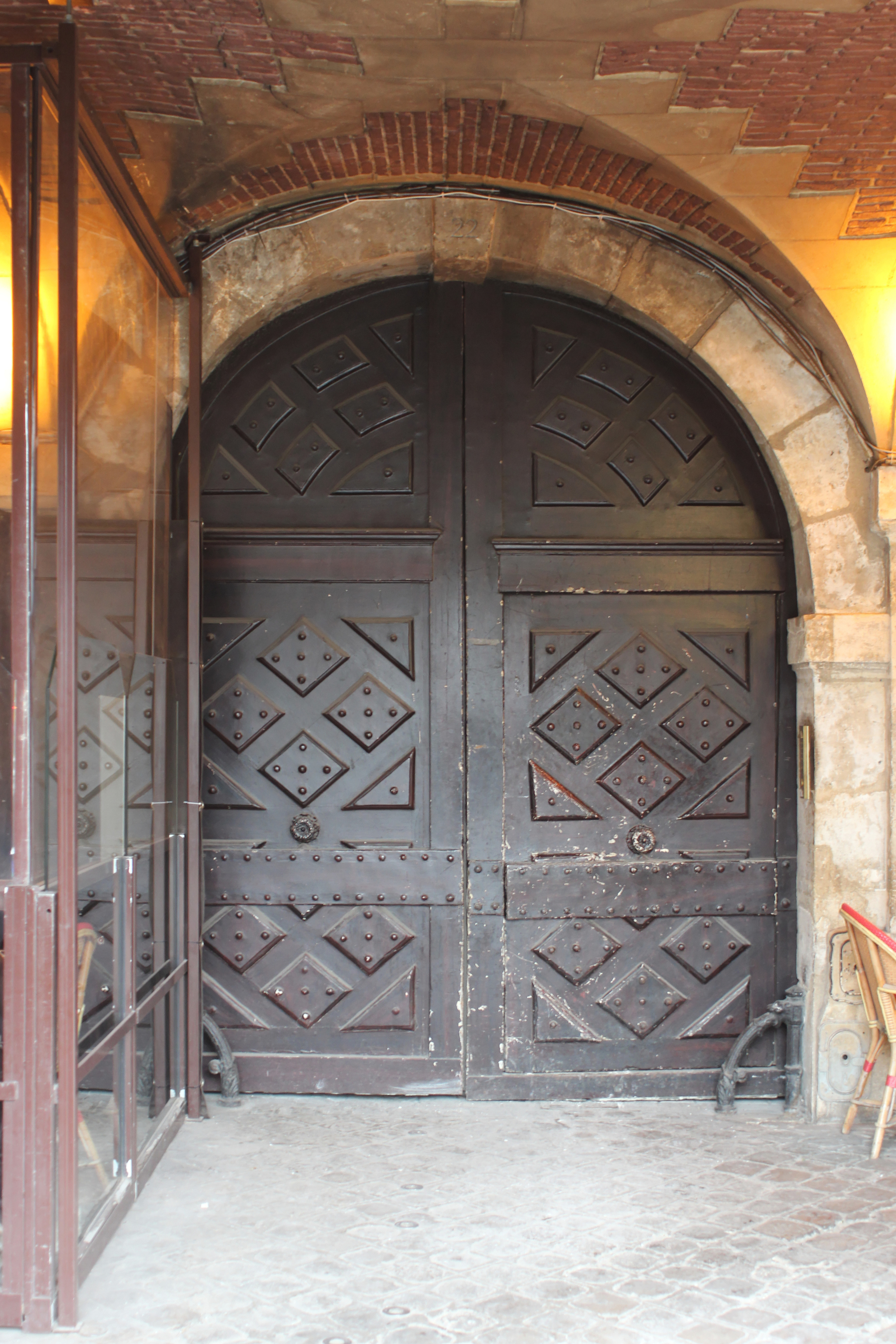
Vantaux à panneaux de la porte cochère.

Les façades et toitures sont classées au titre des monuments historiques en 1920 ; la galerie sur la place et les vantaux le sont en 1955.